# Aurélie Mossé
Pour les articles homonymes, voir Mossé.
 (mai 2024).
La mise en forme du texte ne suit pas les recommandations de Wikipédia : il faut le « wikifier ».
Les points d'amélioration suivants sont les cas les plus fréquents :
- Les titres sont pré-formatés par le logiciel. Ils ne sont ni en capitales, ni en gras.
- Le texte ne doit pas être écrit en capitales (les noms de famille non plus), ni en gras, ni en italique, ni en « petit »…
- Le gras n'est utilisé que pour surligner le titre de l'article dans l'introduction, une seule fois.
- L'italique est rarement utilisé : mots en langue étrangère, titres d'œuvres, noms de bateaux, etc.
- Les citations ne sont pas en italique mais en corps de texte normal. Elles sont entourées par des guillemets français : « et ».
- Les listes à puces sont à éviter, des paragraphes rédigés étant largement préférés. Les tableaux sont à réserver à la présentation de données structurées (résultats, etc.).
- Les appels de note de bas de page (petits chiffres en exposant, introduits par l'outil «  Source ») sont à placer entre la fin de phrase et le point final[comme ça].
- Les liens internes (vers d'autres articles de Wikipédia) sont à choisir avec parcimonie. Créez des liens vers des articles approfondissant le sujet. Les termes génériques sans rapport avec le sujet sont à éviter, ainsi que les répétitions de liens vers un même terme.
- Les liens externes sont à placer uniquement dans une section « Liens externes », à la fin de l'article. Ces liens sont à choisir avec parcimonie suivant les règles définies. Si un lien sert de source à l'article, son insertion dans le texte est à faire par les notes de bas de page.
- La présentation des références doit suivre les conventions bibliographiques. Il est recommandé d'utiliser les modèles {{Ouvrage}}, {{Chapitre}}, {{Article}}, {{Lien web}} et/ou {{Bibliographie}}. Le mode d'édition visuel peut mettre en forme automatiquement les références.
- Insérer une infobox (cadre d'informations à droite) n'est pas obligatoire pour parachever la mise en page.

Pour une aide détaillée, merci de consulter Aide:Wikification.
Si vous pensez que ces points ont été résolus, vous pouvez retirer ce bandeau et améliorer la mise en forme d'un autre article.
Aurélie Mossé (1984-) est une designer-chercheuse et enseignante en design franco-suisse. Elle participe de la reconnaissance du design textile et du biodesign comme champ de recherche en France comme en Europe.

## Biographie
Formée au design textile, matériaux, surface à l'Ecole Duperré puis à Central Saint Martins, Aurélie Mosse est titulaire d'un doctorat de recherche en design de la Royal Danish Academy. Sa pratique du design est prospective,. Ses recherches se portent aussi bien sur la création de textiles actifs comme sur les enjeux de matériaux façonnés par des processus microbiologiques.
Elle co-fonde en 2015 le groupe de recherche Soft Matters à l’Ensadlab, le laboratoire de recherche par l'art et le design de l'Ecole des Arts Décoratifs, contribuant à l’émergence d’une première génération de docteurs en design textile et design vêtement français dont l'artiste Jeanne Vicérial.
Visionnaire textile , elle est la première chercheuse en design en France à se voir attribuer un financement Jeune Chercheuse Jeune Chercheur de l'Agence Nationale de la Recherche.
Depuis 2023, elle a rejoint le comité de pilotage du nouveau groupe d’intérêt spécial (SIG) destiné à la recherche interdisciplinaire textile de la Design Research Society (DRS).
Elle mène,en parallèle de ses recherches sur les nouveaux matériaux, une réflexion sur les enjeux de mémoire et de transmission par le prisme de la création à partir de son héritage familial, une réflexion matérialisée dans le livre l'Accent fantôme et autres impressions séfarades ,,.